# Graduate Management Admission Test
Le Graduate Management Admission Test (GMAT) est un test standardisé de langue anglaise permettant de mesurer des compétences jugées importantes pour l'étude du management dans une logique de poursuite d'études à l'international en Maîtrise en administration des affaires (MBA).

## Historique
Le GMAC (Graduate Management Admission Council) est une organisation basée à McLean (Virginie) aux États-Unis. Elle organise annuellement des études de marché pour évaluer les attentes du secteur à partir de panels représentatifs des anciens élèves, des étudiants, d'écoles et de recruteurs. La société ACT, Inc s'occupe du développement du logiciel tandis que Pearson VUE s'occupe de la remise du diplôme.
Créé en 1953 par le GMAC afin de répondre au problème d'évaluation du niveau des étudiants du monde voulant entrer dans une école de commerce, le GMAT fournit un système standardisé et international de mesure de la performance. Le GMAT est disponible dans 96 pays dans le monde, utilisé par 3 000 écoles de management et passé plus de 200 000 fois par an. Il n'a pas vocation de mesurer la motivation, la créativité, ni l'esprit critique, ni la capacité de leadership ou d'autres compétences interpersonnelles qui sont nécessaires à une carrière en management. 
Un test complémentaire mesurant le niveau d'anglais des postulants peut être demandé pour une admission en MBA, tel que le TOEFL, le TOEIC ou l'IELTS.
Il faut passer le test avant la fin des procédures d'admissions en MBA. 

## Critères
Il faut remplir auparavant un certain nombre de prérequis pour pouvoir passer l'examen :
- Il faut être âgé de plus de treize ans.
- L'enregistrement se fait soit en ligne, soit par téléphone, soit par courriel.
- Le GMAT ne peut être passé qu'une fois tous les seize jours et maximum cinq fois dans l'année.
- Le test coûte 250 dollars (+[style à revoir] les taxes selon les pays), compter 50 dollars de plus pour un changement de dernière minute, et 80 dollars seulement sont rendus en cas d'annulation.

## Déroulement de l'épreuve
L'épreuve dure un peu moins de quatre heures : trois heures et sept minutes d'épreuves, et deux pauses optionnelles de huit minutes chacune.
Pour réussir l'épreuve, il est conseillé de lire les réponses possibles avant de lire la question ; de lire la question consciencieusement et minutieusement ; de travailler sur le brouillon ; de surveiller l'horloge ; d'éliminer les fausses réponses pour obtenir le meilleur choix dans les temps. Les annales des Analytical Writing Assessment (AWA) sont disponibles,.
L'épreuve se déroule devant un ordinateur et nécessite donc un socle minimum de connaissance en informatique, c'est pourquoi un logiciel de préparation est disponible gratuitement. Le GMAT utilise le format CAT (Computer-Adaptive Test) : lorsqu'une réponse est validée, la question suivante est plus difficile et, inversement, en cas d'échec, la question suivante est plus facile. Chaque phase est présentée sous la forme d'un questionnaire à choix multiples. De plus, il n'est pas possible de modifier les réponses précédentes. Une horloge indique le temps restant. Le temps nécessaire pour réussir la totalité des épreuves est de quatre heures.

## Structure des épreuves
Le GMAT est découpé en quatre parties indépendantes. 
- Analytical Writing Assessment (AWA) : l'étudiant doit planifier sa réponse avant de commencer à l'écrire.
  - Analyse d'un argument (1 question, 30 minutes) : analyser les raisons qui se cachent derrière un argument et en écrire une critique constructive en pensant également aux contre-exemples qui pourraient être soulevés. La réponse doit avoir un schéma d'organisation cohérent et des transitions entre les parties.

- Integrated Reasoning  (IR) (12 questions en 30 minutes)[9]: évalue l’habilité de l’étudiant à analyser des informations présentées sous plusieurs formats et provenant de différentes sources.
  - Analyse de tableau : analyser un tableau d’information triable similaire à une feuille de calcul. Les questions sont dichotomiques.
  - Interprétation graphique : interpréter un graphique ou une image graphique. Les questions comportent des vides à remplir par la bonne réponse.
  - Raisonnement à croisement de données : analyser plusieurs sources d’informations présentées dans différents onglets, examiner et combiner les informations pertinentes. Les questions sont traditionnelles à choix multiples ou dichotomiques.
  - Analyse en deux parties : les solutions comportent deux composantes. Les réponses possibles sont données dans un format de tableau avec une colonne pour chaque composante et des lignes avec des options possibles.

- Quantitative (31 questions en 62 minutes) nécessite des connaissances en arithmétique, algèbre et géométrie.
  - Résolution de problème : teste l'habileté de l'étudiant à comprendre des descriptions de situations et à résoudre des problèmes quantitatifs.
  - Suffisance de données : Analyse d'un problème quantitatif, reconnaître les informations pertinentes et déterminer à quel point il y a suffisamment de données pour que le problème soit résolu.
- Verbal (36 questions en 65 minutes) : évalue l'habileté de l'étudiant à lire, comprendre et évaluer des arguments.
  - Compréhension en lecture : les sujets abordés sont les sciences sociales, la physique et la biologie, la mercatique, l'économie, et la gestion des ressources humaines.
  - Raisonnement critique : 4 types de questions : construction et évaluation d'arguments, formulation et évaluation d'un plan d'actions. Aucune connaissance du sujet est requise. Il ne faut pas présumer qu'une réponse est correcte avant d'avoir lu toutes les réponses.
  - Correction de phrase : être familiarisé avec les conventions de style et de grammaire anglaise.

Depuis 2015, il est possible de choisir l’ordre de passage avant de débuter l'examen. Trois options seront proposées lors du choix :
- L’écriture analytique, Raisonnement intégré (IR), Quantitative et Verbal (ordre initial)
- Verbal, Quantitative, IR et l’écriture analytique
- Quantitative, Verbal, IR et l’écriture analytique

## Notations du GMAT
Un rapport non officiel est fourni à la fin de l'examen. Les résultats officiels, eux, sont disponibles sous 20 jours par courriel et envoyés dans le même laps de temps aux écoles présélectionnées par l'étudiant avant l'examen. Le rapport inclut toutes les notes des tests effectués ces cinq dernières années.  
- Analytical Writing Assessment (AWA) : évaluation sur un sujet évalués de 0 à 6 points (6 étant le meilleur).
- Integrated reasoning (IR) : de 0 à 8
- Quantitative : de 6 à 51
- Verbal : de 6 à 51
  - Total : Les scores totaux sont situés sur une échelle allant de 200 à 800 points. Les deux tiers des participants ont généralement une note entre 400 et 600. Pour être admis dans les meilleurs MBA mondiaux (ex : IMD, INSEAD, Wharton, Harvard, Chicago Booth), il faut généralement obtenir un score supérieur à 650[11], les moyennes des écoles du M7 (Magnificent Seven) oscillant autour de 730.

### Score GMAT par percentile
| Score (sur 800) | Percentile |
| --------------- | ---------- |
| 780             | 100%       |
| 750             | 98%        |
| 720             | 93%        |
| 700             | 89%        |
| 680             | 82%        |
| 650             | 74%        |
| 620             | 59%        |
| 600             | 52%        |
| 550             | 35%        |
| 500             | 24%        |
| 400             | 9%         |

### Score GMAT par Business School
| Business School                           | GMAT moyen | Intervalle score GMAT |
| ----------------------------------------- | ---------- | --------------------- |
| Harvard Business School                   | 740        | 500-790               |
| Stanford Graduate School of Business      | 738        | 630-790               |
| Wharton School                            | 733        | 530-790               |
| Dartmouth Tuck School of Business         | 726        | 630-800               |
| Columbia Business School                  | 730        | 610-790               |
| Yale School of Management                 | 720        | N/A                   |
| Duke Fuqua School of Business             | 716        | N/A                   |
| NYU Stern School of Business              | 732        | 650-780               |
| Chicago Booth School of Business          | 728        | 600-780               |
| Northwestern Kellogg School of Management | 731        | 620-780               |
| UCLA Anderson School of Management        | 710        | N/A                   |
| MIT Sloan School of Management            | 730        | N/A                   |
| Berkeley Haas School of Business          | 733        | N/A                   |

### GMAT et les tests deQI
Le test du GMAT est considéré comme très similaire à un test de QI et les scores au GMAT sont très fortement corrélés aux scores d'un test de QI.
Les sociétés à QI élevé peuvent accepter les résultats du GMAT comme une équivalence à un test de QI. Par exemple, la Triple Nine Society acceptent les personnes ayant obtenu plus de 750 au GMAT (équivalent à un score de 146 à un test de QI).
Il est possible de convertir son score au GMAT en un score à un test de QI. Pour les scores GMAT entre 300 et 700, on utilisera la formule suivante : QI= [(score GMAT – 551.94)/120.88](13.5) + 111. Pour les scores GMAT supérieurs à 700, on utilisera la formule suivante : QI= 0.32(score GMAT) – 96.